# イルキルシュ＝グラフェンスタデン
イルキルシュ＝グラフェンスタデン （Illkirch-Graffenstaden）は、フランス、グラン・テスト地域圏、バ＝ラン県の都市。
正式にはイルキルシュとグラフェンスタデンは別々の村落であった。1871年から1918年までドイツ帝国に併合されていた。

## 地理
イルキルシュはストラスブールの南郊外に位置する。イル川がコミューンを横断し、ストラスブールでライン川に合流する。コミューンの多くやその郊外は採石場となってきた。コミューンの南北をローヌ・オー・ラン運河が通じている。

## 交通
- 鉄道 - TERグランテスト：グラファンスタデン駅
- トラム - ストラスブール交通会社トラムA線及びE線：バゲルゼ - コローヌ - ルクレール - キャンピュス・ディルキルシュ（E線はここまで） - イルキルシュ・リクサンビュル - マルロー公園 - クール・ディリアド - グラッファンスタデン

## 歴史
イルキルシュ＝グラフェンスタデンは、フランク王国時代につくられた。正確な時期についてはいまだ不明である。Ellofanum（720年）、Illechilechen（826年）、Illenkirche（845年）、Illekiriche（920年）、Illachirecha（1163年）、Illenkirchen（1172年）と、地名表記が変化していき、現在のIllkirchに固定された。コミューンの名は、イル川のほとりにできた教会（ドイツ語でkirch）に由来する。グラファンスタデンはイルキルシュ村に近接していた。経済的理由から、2つの村は統合された。
第一次世界大戦後のイルキルシュの基幹産業は、ソシエテ・アルザシエンヌ・ド・コンストリュクシオン・メカニーク社（fr）による機械および自動車部品製造であった。現在この産業はすたれ、サービス業が主流となっている。
1940年から1944年までアルザスを占領したナチス・ドイツが、ローヌ・オー・ラン運河沿いにブンカーを築き、現在も残っている。
ストラスブール大学に属する校舎、研究所がイルキルシュ・キャンパスにある。

## 経済
イルキルシュには、バイオテクノロジーや情報工学を専門としたテクノポール（テクノポリス）がある。